# 526997 Hohai
526997 Hohai este o planetă minoră (asteroid) din centura de asteroizi. A fost descoperită pe 11 septembrie 2007 la Xuyi County⁠(d) de . 
Obiectul prezintă o orbită caracterizată de o semiaxă mare de 2,7346280736007 UAi, o excentricitate de 0,1868079700734, o înclinație de 13,854188613449 ° în raport cu ecliptica.